# Lista das maiores usinas hidrelétricas do mundo

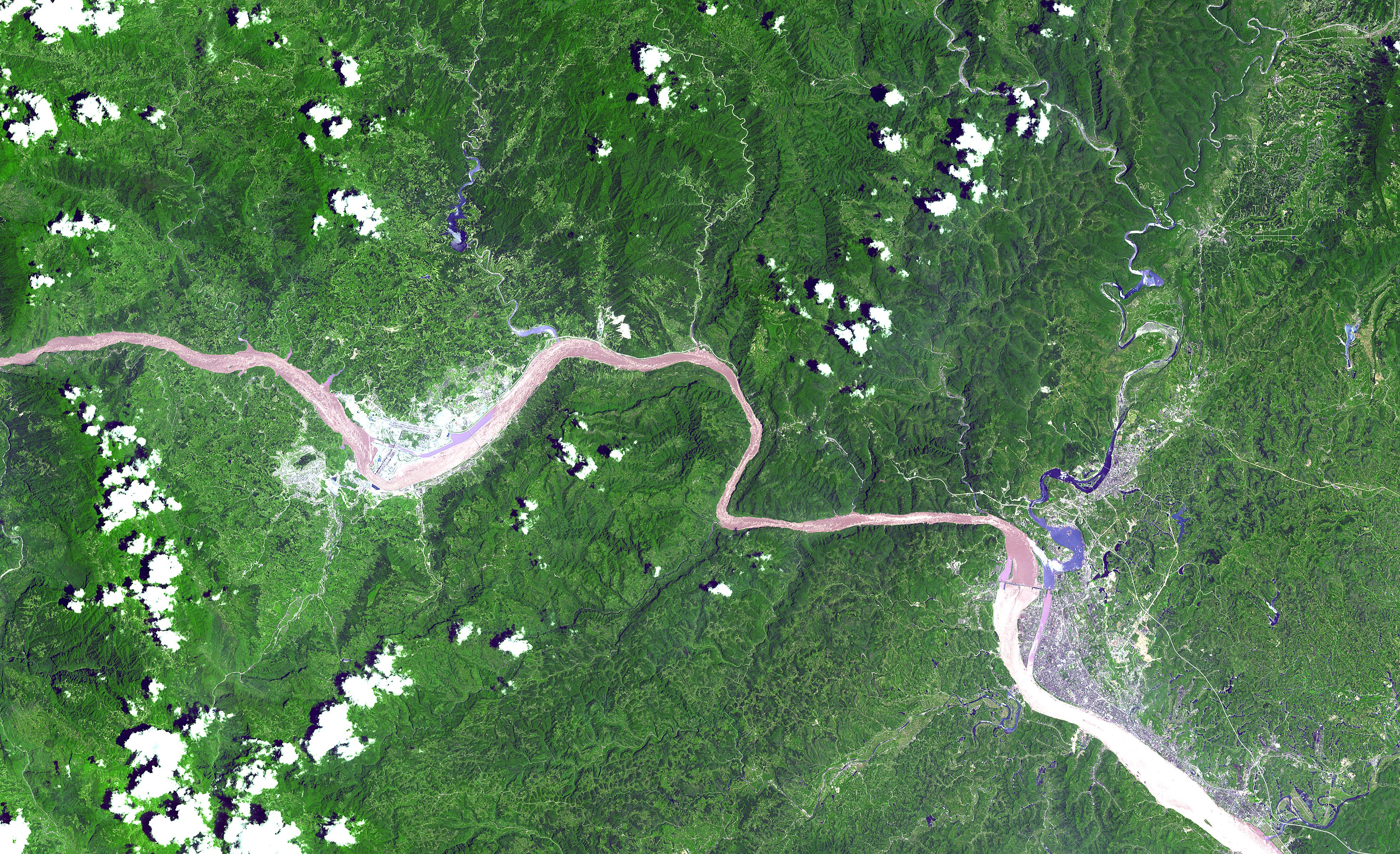
Hidrelétrica das Três Gargantas (à esquerda), Barragem de Gezhouba (à direita)

Este artigo fornece uma lista das maiores usinas hidrelétricas por capacidade de geração. Apenas as usinas com capacidade superior a 2.000 MW estão listadas.
A Hidrelétrica das Três Gargantas no Rio Yangtzé em Hubei, China, tem a maior capacidade de geração instantânea do mundo (22.500 MW), com a Usina de Itaipu no Paraguai/Brasil em segundo lugar (14.000 MW). Apesar da grande diferença na capacidade instalada, essas duas usinas geram quantidades quase iguais de energia elétrica ao longo de um ano inteiro (Itaipu 103 TWh em 2016 e Três Gargantas 98,8 TWh em 2014), já que Três Gargantas experimenta seis meses de seca por ano, quando há muito pouca água disponível para gerar energia, enquanto o Rio Paraná, que alimenta a Itaipu, tem uma variação sazonal de fluxo muito menor. A produção de energia de Três Gargantas chega a 125 TWh em anos de alta disponibilidade de água.
Três Gargantas (22.500 MW - 32 × 700 MW e 2 × 50 MW) é operada em conjunto com a Hidrelétrica de Gezhouba (2.715 MW), a capacidade total de geração deste complexo de duas barragens é de 25.215 MW. Itaipu, na fronteira do Brasil com o Paraguai, possui 20 unidades geradoras com 14.000 MW de capacidade instalada, no entanto, o número máximo de unidades geradoras permitidas para operar simultaneamente não pode exceder 18 (12.600 MW).

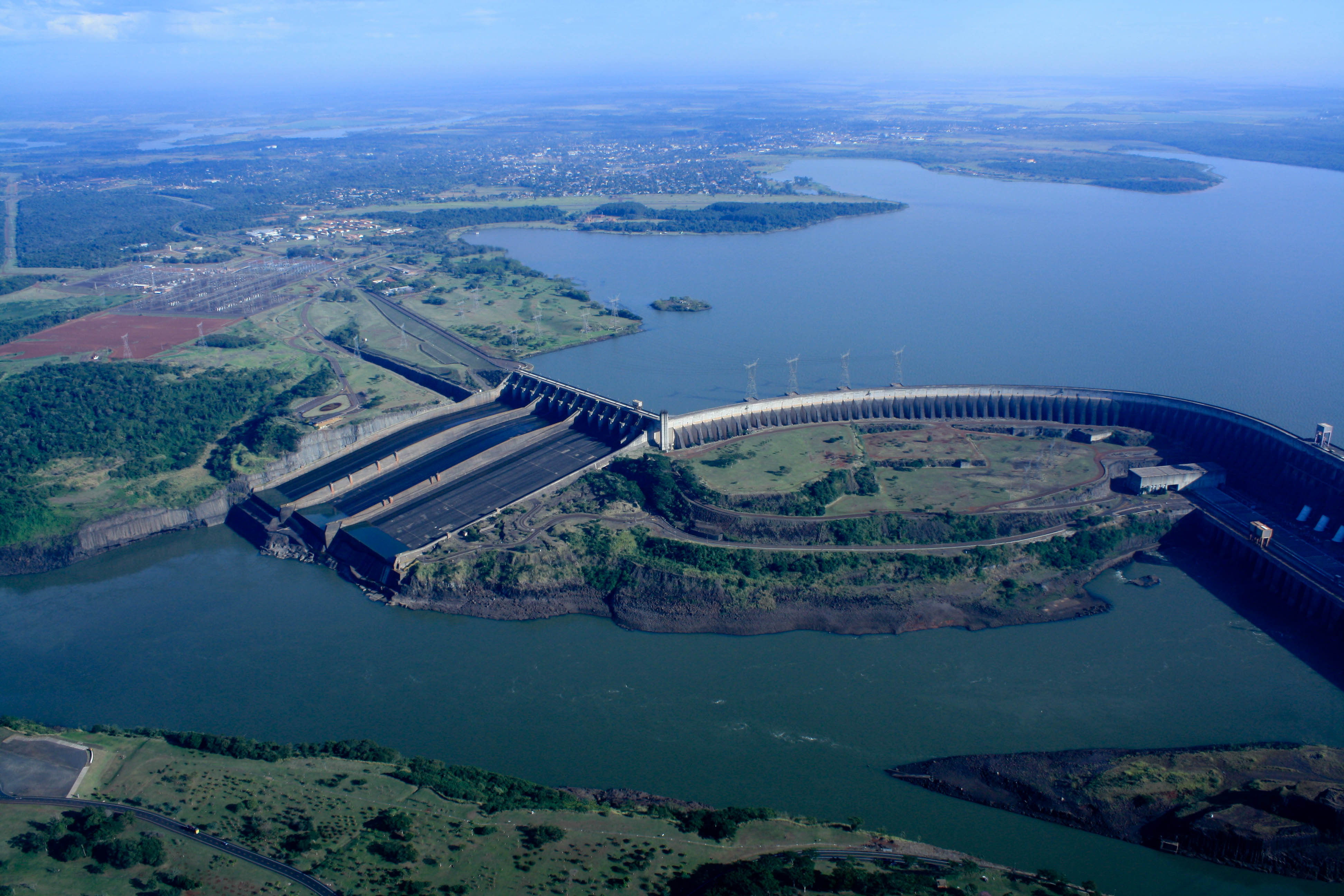
Barragem da Usina de Itaipu

O Complexo do Rio Jinsha (na parte superior do Rio Yangtze) é o maior sistema de geração hidrelétrica atualmente em construção. Possui três fases. A primeira fase inclui quatro barragens a jusante do Rio Jinsha. Eles são Wudongde, Baihetan, Xiluodu, e Xiangjiaba, com a capacidade de geração de 10.200 MW, 16.000 MW, 13.860 MW, e 6.448 MW, respectivamente. A fase dois inclui oito barragens no curso médio do Rio Jinsha. A capacidade total de geração é de 21.150 MW. A fase três inclui oito barragens na parte superior do Rio Jinsha. A capacidade total de geração é de 8.980 MW. A capacidade total combinada do complexo Jinsha com o complexo das Três Gargantas será de 101.853 MW.
Existem planos preliminares para a construção da próxima maior usina hidrelétrica com uma capacidade instalada de 39.000 MW. O projeto se chama Grande Barragem de Inga e está planejado para ser realizado no baixo Rio Congo. Diz-se que a China está trabalhando em uma barragem com capacidade de 50.000 MW como parte do Projeto Hidrelétrico e Desvio de Água Yarlung Tsangpo.
Outra proposta, a Usina de Penjin, pressupõe capacidade instalada de até 87.100 MW gerados com energia das ondas na Baía de Penjin.
As maiores hidrelétricas encabeçam a lista das maiores usinas de qualquer tipo, estão entre as maiores estruturas hidráulicas e algumas das maiores estruturas artificiais do mundo.

## Lista

### Concluídas
Apenas centrais operacionais com capacidade instalada de pelo menos 2.000 MW. Algumas delas podem ter unidades adicionais em construção, mas apenas a capacidade instalada atual é listada. Em outubro de 2020, haviam 71 usinas na lista, das quais quase um terço (31% ou 22) estavam na China.
| Nome                               | País                 | Rio          | Capacidade instalada (MW) | Produção anual (TW-hora) | Área inundada (km²) | Localização                        | Ano de construção                           |
| ---------------------------------- | -------------------- | ------------ | ------------------------- | ------------------------ | ------------------- | ---------------------------------- | ------------------------------------------- |
| Três Gargantas                     | China                | Yangtze      | 22.500                    | 103,1                    | 1.084               | 30° 49′ 42″ N, 111° 00′ 08″ L      | 2008/2012                                   |
| Itaipu                             | Paraguai · Brasil    | Paraná       | 14.000                    | 103,0                    | 1.350               | 25° 24′ 23″ S, 54° 35′ 18″ O       | 1984/1991, 2003                             |
| Xiluodu                            | China                | Jinsha       | 13.860                    | 55,2                     |                     | 28° 15′ 36″ N, 103° 38′ 55″ L      | 2014                                        |
| Belo Monte                         | Brasil               | Xingu        | 11.233                    | 39,5                     | 441                 | 3° 07′ 27″ S, 51° 42′ 01″ O        | 2016-2019                                   |
| Guri                               | Venezuela            | Caroní       | 10.235                    | 47,0                     | 4.250               | 7° 45′ 57″ S, 62° 59′ 52″ O        | 1978, 1986                                  |
| Wudongde                           | China                | Jinsha       | 10.200                    | 39,0                     |                     | 26° 20′ 02″ N, 102° 37′ 48″ L      | 2020-2021                                   |
| Tucuruí                            | Brasil               | Tocantins    | 8.370                     | 41,4                     | 3.014               | 3° 50′ 01″ S, 49° 38′ 55″ O        | 1984, 2007                                  |
| Grand Coulee                       | Estados Unidos       | Columbia     | 6.809                     | 20,0                     | 324                 | 47° 57′ 17″ N, 118° 58′ 49″ O      | 1942/1950, 1973, 1975/1980, 1983/1984, 1991 |
| Xiangjiaba                         | China                | Jinsha       | 6.448                     | 30,88                    | 95,6                | 28° 38′ 48″ N, 104° 23′ 33″ L      | 2014                                        |
| Longtan                            | China                | Hongshui     | 6.426                     | 18,7                     |                     | 25° 01′ 38″ N, 107° 02′ 51″ L      | 2007/2009                                   |
| Sayano-Shushenskaya                | Rússia               | Ienissei     | 6.400                     | 26,8                     | 621                 | 52° 49′ 34″ N, 91° 22′ 06″ L       | 1985/1989, 2010/2014                        |
| Krasnoyarsk                        | Rússia               | Ienissei     | 6.000                     | 15,0                     | 2.000               | 55° 56′ 03″ N, 92° 17′ 38″ L       | 1967/1972                                   |
| Nuozhadu                           | China                | Mecom        | 5.850                     | 23,9                     | 320                 | 22° 39′ 22″ N, 100° 25′ 06″ L      | 2014                                        |
| Robert-Bourassa                    | Canadá               | La Grande    | 5.616                     | 26,5                     | 2.835               | 53° 46′ 56″ N, 77° 32′ 34″ O       | 1979/1981                                   |
| Churchill Falls                    | Canadá               | Churchill    | 5.428                     | 35,0                     | 6.988               | 53° 32′ 05″ N, 63° 57′ 47″ O       | 1971/1974                                   |
| Tarbela                            | Paquistão            | Indo         | 4.888                     | 13,0                     | 250                 | 34° 05′ 35″ N, 72° 42′ 15″ L       | 1976                                        |
| Jinping-II                         | China                | Yalong       | 4.800                     | 24,2                     |                     | 28° 14′ 54″ N, 101° 38′ 40″ L      | 2014                                        |
| Bratsk                             | Rússia               | Angara       | 4.515                     | 22,6                     | 5.470               | 56° 17′ 10″ N, 101° 47′ 10″ L      | 1961/1966                                   |
| Laxiwa                             | China                | Amarelo      | 4.200                     | 10,2                     |                     | 36° 04′ 18″ N, 101° 11′ 14″ L      | 2010                                        |
| Xiaowan                            | China                | Mecom        | 4.200                     | 19,0                     | 190                 | 24° 42′ 11″ N, 100° 05′ 31″ L      | 2010                                        |
| Ust Ilimsk                         | Rússia               | Angara       | 3.840                     | 21,7                     | 1.922               | 57° 58′ 04″ N, 102° 41′ 37″ L      | 1980                                        |
| Jirau                              | Brasil               | Madeira      | 3.750                     | 19,1                     | 207,7               | 9° 15′ 00″ S, 64° 24′ 00″ O        | 2014/2016                                   |
| Jinping-I                          | China                | Yalong       | 3.600                     | 17,0                     | 82,5                | 28° 10′ 58″ N, 101° 37′ 51″ L      | 2014                                        |
| Santo Antonio                      | Brasil               | Madeira      | 3.568                     | 17,7                     | 490                 | 8° 48′ 06″ S, 63° 57′ 03″ O        | 2012/2016                                   |
| Ilha Solteira                      | Brasil               | Paraná       | 3.444                     | 17,9                     | 1.195               | 20° 22′ 50″ S, 51° 21′ 53″ O       | 1973                                        |
| Ertan                              | China                | Yalong       | 3.300                     | 17,0                     | 101                 | 26° 49′ 18″ N, 101° 46′ 48″ L      | 1999                                        |
| Pubugou                            | China                | Dadu         | 3.300                     | 14,6                     |                     | 29° 12′ 35″ N, 102° 50′ 17″ L      | 2009/2010                                   |
| Macagua                            | Venezuela            | Caroní       | 3.167,5                   | 15,2                     | 47,4                | 8° 18′ 18″ N, 62° 40′ 07″ O        | 1961, 1996                                  |
| Xingó                              | Brasil               | S. Francisco | 3.162                     | 18,7                     | 60                  | 9° 37′ 10″ S, 37° 47′ 31″ O        | 1994/1997                                   |
| Yacyretá                           | Argentina · Paraguai | Paraná       | 3.100                     | 20,1                     | 1.600               | 27° 28′ 58″ S, 56° 44′ 23″ O       | 1994/1998, 2011                             |
| Nurek                              | Tajiquistão          | Vakhsh       | 3.015                     | 11,2                     | 98                  | 38° 22′ 38″ N, 69° 21′ 02″ L       | 1972/1979, 1988                             |
| Bath County                        | Estados Unidos       | -            | 3.003                     | 3,3                      | 3,3                 | 38° 12′ 28″ N, 79° 47′ 55″ O       | 1985, 2005/2009                             |
| Goupitan                           | China                | Wu           | 3.000                     | 9,7                      | 94                  | 27° 22′ 31″ N, 107° 37′ 59″ L      | 2009/2011                                   |
| Guanyinyan                         | China                | Jinsha       | 3.000                     | 13,6                     |                     | 26° 31′ 17″ N, 101° 26′ 16″ L      | 2014/2016                                   |
| Boguchany                          | Rússia               | Angara       | 2.997                     | 17,6                     | 2.326               | 58° 41′ 41″ N, 99° 08′ 56″ L       | 2012/2014                                   |
| W. A. C. Bennett                   | Canadá               | Peace        | 2.917                     | 13,8                     | 1.761               | 56° 01′ 00″ N, 122° 12′ 02″ O      | 1968, 2012                                  |
| Mica                               | Canadá               | Columbia     | 2.805                     | 7,2                      | 430                 | 52° 04′ 40″ N, 118° 33′ 59″ O      | 1973, 2015                                  |
| La Grande-4                        | Canadá               | La Grande    | 2.779                     |                          | 765                 | 53° 53′ 22″ N, 73° 27′ 32″ O       | 1986                                        |
| Gezhouba                           | China                | Yangtze      | 2.715                     | 17,0                     |                     | 30° 44′ 23″ N, 111° 16′ 20″ L      | 1988                                        |
| Robert Moses Niagara               | Estados Unidos       | Niágara      | 2.675                     |                          | 0                   | 43° 08′ 35″ N, 79° 02′ 23″ O       | 1961                                        |
| Volga                              | Rússia               | Volga        | 2.671                     | 12,8                     | 3.117               | 48° 49′ 34″ N, 44° 40′ 19″ L       | 1958/1961                                   |
| Daniel-Johnson                     | Canadá               | Manicouagan  | 2.660                     |                          | 1.950               | 50° 38′ 48″ N, 68° 43′ 28″ O       | 1970/1971, 1989/1990                        |
| Chief Joseph                       | Estados Unidos       | Columbia     | 2.620                     | 10,7                     | 34                  | 47° 59′ 43″ N, 119° 38′ 00″ O      | 1958/1973/1979                              |
| Changheba                          | China                | Dadu         | 2.600                     | 10,8                     |                     | 30° 24′ 13″ N, 102° 07′ 07″ L      | 2016/2017                                   |
| Dagangshan                         | China                | Dadu         | 2.600                     | 11,4                     |                     | 29° 26′ 55″ N, 102° 13′ 07″ L      | 2015/2016                                   |
| Zhiguli                            | Rússia               | Volga        | 2.488                     | 11,7                     | 6.450               | 53° 25′ 36″ N, 49° 28′ 44″ L       | 1955/1957                                   |
| Revelstoke                         | Canadá               | Columbia     | 2.480                     | 8,7                      | 115                 | 51° 02′ 58″ N, 118° 11′ 38″ O      | 1984, 2011                                  |
| Paulo Afonso IV                    | Brasil               | S. Francisco | 2.462,4                   |                          | 12,9                | 9° 24′ 57″ S, 38° 12′ 26″ O        | 1979/1983                                   |
| Chicoasén                          | México               | Grijalva     | 2.430                     |                          |                     | 16° 56′ 30″ N, 93° 06′ 02″ O       | 1980, 2005                                  |
| La Grande-3                        | Canadá               | La Grande    | 2.418                     | 12,3                     | 2.420               | 53° 43′ 29″ N, 75° 59′ 07″ O       | 1984                                        |
| Atatürk                            | Turquia              | Eufrates     | 2.400                     | 8,9                      | 817                 | 37° 28′ 54″ N, 38° 19′ 03″ L       | 1990                                        |
| Jinanqiao                          | China                | Jinsha       | 2.400                     | 11,0                     |                     | 26° 48′ 32″ N, 100° 26′ 45″ L      | 2010                                        |
| Sơn La                             | Vietname             | Black        | 2.400                     | 10,2                     | 440                 | 21° 29′ 47″ N, 103° 59′ 42″ L      | 2010/2012                                   |
| Bakun                              | Malásia              | Balui        | 2.400                     |                          | 695                 | 2° 45′ 23″ N, 114° 03′ 47″ L       | 2011                                        |
| Liyuan                             | China                | Jinsha       | 2.400                     | 10,7                     | 14,7                | 27° 40′ 35″ N, 100° 17′ 31″ L      | 2014/2015                                   |
| Guandi                             | China                | Yalong       | 2.400                     | 11,9                     |                     | 27° 49′ 17″ N, 101° 53′ 10″ L      | 2013                                        |
| Portas de Ferro I                  | Roménia · Sérvia     | Danúbio      | 2.281,8                   | 11,3                     | 104,4               | 44° 40′ 15″ N, 22° 31′ 45″ L       | 1970, 1998/2007, 2013/2016                  |
| Karun III                          | Irão                 | Karun        | 2.280                     | 4,2                      | 48                  | 31° 48′ 08″ N, 50° 05′ 42″ L       | 2005                                        |
| John Day                           | Estados Unidos       | Columbia     | 2.160                     | 8,4                      | 200~                | 45° 42′ 59″ N, 120° 41′ 40″ O      | 1971                                        |
| Caruachi                           | Venezuela            | Caroní       | 2.160                     | 12,9                     | 238                 | 8° 09′ 36″ N, 62° 47′ 55″ O        | 2006                                        |
| Ludila                             | China                | Jinsha       | 2.160                     | 10,0                     |                     | 26° 12′ 05,2″ N, 100° 48′ 59,25″ L | 2014                                        |
| La Grande-2-A                      | Canadá               | La Grande    | 2.106                     |                          | 2.835               | 53° 46′ 56″ N, 77° 32′ 34″ O       | 1992                                        |
| Assuã                              | Egito                | Nilo         | 2.100                     | 11,0                     | 5.250               | 23° 58′ 10″ N, 32° 52′ 37″ L       | 1967/1970                                   |
| Itumbiara                          | Brasil               | Paranaíba    | 2.082                     | 9,0                      | 778                 | 18° 24′ 28″ S, 49° 05′ 54″ O       | 1980                                        |
| Hoover                             | Estados Unidos       | Colorado     | 2.080                     | 4,2                      | 640                 | 36° 00′ 56″ N, 114° 44′ 16″ O      | 1936/1939, 1961, 1986/1993                  |
| Cahora Bassa                       | Moçambique           | Zambezi      | 2.075                     |                          | 2.739               | 15° 35′ 09″ S, 32° 42′ 17″ L       | 1975/1977                                   |
| Cleuson-Dixence                    | Suíça                | -            | 2.069                     | 4,5                      | 4                   | 46° 04′ 50″ N, 7° 24′ 14″ L        | 1965, 1998                                  |
| Bureya                             | Rússia               | Bureya       | 2.010                     | 6,6                      | 750                 | 50° 16′ 09″ N, 130° 18′ 48″ L      | 2003/2009                                   |
| Lijiaxia                           | China                | Amarelo      | 2.000                     | 5,9                      | 383                 | 36° 07′ 06″ N, 101° 48′ 28″ L      | 1997/2000                                   |
| Karun I (Barragem Shahid Abbaspou) | Irão                 | Karun        | 2.000                     |                          | 54,8                | 32° 07′ 00″ N, 49° 37′ 00″ L       | 1976, 1995, 2006                            |
| Masjed Soleyman                    | Irão                 | Karun        | 2.000                     | 3,7                      | 7,5                 | 32° 01′ 40″ N, 49° 24′ 01″ L       | 2002/2007                                   |
| Ahai                               | China                | Jinsha       | 2.000                     | 8,9                      | 23,4                | 27° 21′ 02″ N, 100° 30′ 23″ L      | 2014                                        |

### Em construção
Esta tabela lista as barragens em construção com capacidade instalada prevista de pelo menos 2.000 MW.
| Nome                    | País        | Rio       | Capacidade prevista (MW) | Localização                     | Previsão de conclusão        |
| ----------------------- | ----------- | --------- | ------------------------ | ------------------------------- | ---------------------------- |
| Baihetan                | China       | Jinsha    | 16.000                   | 28° 15′ 06″ N, 103° 39′ 34″ L   | 2021-2022                    |
| TaSang                  | Myanmar     | Salween   | 7.110                    | 20° 27′ 23″ N, 98° 39′ 00″ L    | ?? (paralisada)              |
| Represa do Renascimento | Etiópia     | Nilo Azul | 6.350                    | 11° 12′ 51″ N, 35° 05′ 35″ L    | 2020-2023                    |
| Diamer-Bhasha           | Paquistão   | Rio Indo  | 4.500                    | 35° 31′ 08″ N, 73° 47′ 10″ L    | 2028                         |
| Dasu                    | Paquistão   | Rio Indo  | 4.320                    | 35° 31′ 10″ N, 73° 44′ 21″ L    | 2025                         |
| Rogun                   | Tajiquistão | Vakhsh    | 3.600                    | 38° 41′ 03″ N, 69° 46′ 26″ L    | 2018-2029[carece de fontes?] |
| Myitsone                | Myanmar     | Irauádi   | 3.600                    | 25° 41′ 23″ N, 97° 31′ 04″ L    | ?? (paralisada)              |
| Mambilla                | Nigéria     | Donga     | 3.050                    | 7° 09′ 44″ N, 10° 34′ 17″ L     | 2024                         |
| Lianghekou              | China       | Yalong    | 3.000                    | 30° 09′ 46″ N, 101° 00′ 49″ L   | 2021-2023                    |
| Ituango                 | Colômbia    | Cauca     | 2.456                    | 7° 05′ 03,6″ N, 75° 41′ 16,8″ O | 2021 (?)                     |
| Tocoma                  | Venezuela   | Caroní    | 2.320                    | 27° 33′ 13″ N, 94° 15′ 31″ L    | ?? (paralisada)              |
| Yebatan                 | China       | Jinsha    | 2.240                    |                                 |                              |
| Maerdang                | China       | Amarelo   | 2.200                    | 34° 40′ 21″ N, 100° 41′ 32″ L   | 2020 (?)                     |
| Caculo Cabaça           | Angola      | Cuanza    | 2.172                    | 9° 41′ 01″ S, 14° 58′ 56″ L     | 2024                         |
| Koysha                  | Etiópia     | Omo       | 2.160                    | 6° 34′ 29″ N, 36° 32′ 55″ L     | 2021                         |
| Lauca                   | Angola      | Cuanza    | 2.069,5                  | 9° 44′ 34,9″ S, 15° 07′ 32,2″ L | 2017-2020                    |
| Shuangjiangkou          | China       | Dadu      | 2.000                    | 31° 47′ 29″ N, 101° 56′ 03″ L   | 2023                         |
| Lawa                    | China       | Jinsha    | 2.000                    | 30° 05′ 14″ N, 99° 02′ 26″ L    |                              |
| Subansiri               | Índia       | Subansiri | 2.000                    | 27° 33′ 13″ N, 94° 15′ 31″ L    | ?? (paralisada)              |